# إليزابيث فراي
إليزابيث فراي (بالإنجليزية: Elizabeth Fry) (اسمها قبل الزواج غورني، 21 مايو 1780 - 12 أكتوبر 1845)، يُطلق عليها أحيانًا اسم بيتسي فراي، كانت مصلحة سجون ومصلحة اجتماعية إنجليزية، وعضوًا في جمعية الأصدقاء الدينية (الكويكرز)، ومسيحية فاعلة خير. تلقب غالبًا باسم «ملاك السجون».
كانت فراي قوة دافعة رئيسية وراء التشريع الجديد الذي يقضي بمعاملة السجناء معاملة إنسانية، ودعُمت جهودها من قبل الملكة فيكتوريا. وُضعت صورتها على العملة الورقية الإنجليزية التي تحمل قيمة 5 جنيه إسترليني في الفترة من عام 2001 حتى عام 2016. احتفظت فراي بدفتر مذكرات مفصّل.

## خلفية عن ولادتها وأسرتها
وُلدت إليزابيث فراي في غورني كورت، في شارع ماغدالين في نورتش، مقاطعة نورفك في إنجلترا لعائلة بارزة من الكويكرز، وهي عائلة غورني. كانت العائلة في طفولتها تسكن في إيرلهام هول، التي أصبحت الآن جزءًا من جامعة إيست أنجليا. كان والدها، جون غورني (1749-1809)، شريكًا في بنك غورني. كانت والدتها، كاثرين، من عائلة باركلي وهم من مؤسسي بنك باركلي. توفيت والدتها عندما كانت إليزابيث في الثانية عشرة من عمرها. كونها إحدى كبرى الفتيات في الأسرة، كانت إليزابيث مسؤولة جزئيًا عن رعاية وتعليم الأطفال الصغار، بما في ذلك شقيقها جوزيف جون غورني، الذي كان من محبي الأعمال الخيرية. إحدى أخواتها لويزا غورني هواري (1784-1836)، كانت كاتبة في مجال التعليم.

## يقظة الوعي الاجتماعي
وفقًا لمذكراتها، تأثرت إليزابيث بحركة تبشير بريسيلا هانا غورني وديبورا داربي وويليام سافري. كانت متدينة أكثر من عائلتها.

## الزواج والعائلة
قابلت جوزيف فراي (1777-1861)، وهو مصرفي وابن عم لعائلة بريستول فراي، وكان أيضًا من الكويكرز، عندما كانت في العشرين من عمرها. تزوجا في 19 أغسطس عام 1800 في نوريتش غوت لين فريندز ميتينغ هاوس وانتقلا إلى سانت ميلدريد كورت في مدينة لندن. تعينت إليزابيث فراي ككاهنة لجمعية الأصدقاء الدينية في عام 1811.
عاش جوزيف وإليزابيث فراي في بلاشيت هاوس في إيست هام بين عامي 1809 و 1829، ثم انتقلا إلى منطقة الأرز في بورتواي في فوريست غيت، حيث عاشا حتى عام 1844. أنجبا إحدى عشر طفلاً، خمسة أبناء وست بنات:
1. كاثرين (كيتي) فراي من مواليد 22 أغسطس 1801، غير متزوجة، توفيت في 9 مايو عام 1886،[13] كتبت تاريخ رعيات إيست وويست هام (نُشر بعد وفاتها، في عام 1888).
2. رايتشل إليزابيث فراي من مواليد 25 مارس 1803 توفيت في 4 ديسمبر عام 1888، تزوجت فرانسيس كريسويل.
3. جون غورني فراي من وارلي لودج، من مواليد 1804 وتوفي عام 1872، تزوج رايتشل رينولدز، وكانت والدتها من عائلة باركلي.
4. ويليام ستورز فراي من مواليد 1 يونيو 1806، توفي عام 1844، تزوج جوليانا بيلي.
5. ريشندا فراي من مواليد 18 فبراير 1808، توفيت عام 1884، تزوجت فوستر رينولدز.
6. جوزيف فراي من مواليد 20 سبتمبر 1809، توفي عام 1896، تزوج أليس بارتريدج.
7. إليزابيث (بيتسي) فراي من مواليد فبراير 1811، توفيت عام 1816، عن عمر 5 سنوات.
8. هانا فراي من مواليد 12 سبتمبر 1812 توفيت في 10 مارس عام 1895، تزوجت وليام تشامبيون ستريتفيلد.
9. لويزا فراي من مواليد 1814، توفيت عام 1896، تزوجت ريموند بيلي (شقيق جوليانا، زوجة ويليام).
10. سامويل فراي من مواليد 1816 (المعروف باسم «غورني»)، توفي عام 1902، تزوج صوفيا بينكرتون عمة للشاعر والمترجم بيرسي إدوارد بينكرتون.
11. دانييل فراي، المعروف باسم «هنري» أو «هاري»، من مواليد أكتوبر 1822 توفي في عام 1892، تزوج لوسي شيبارد.

## عملها في السجن

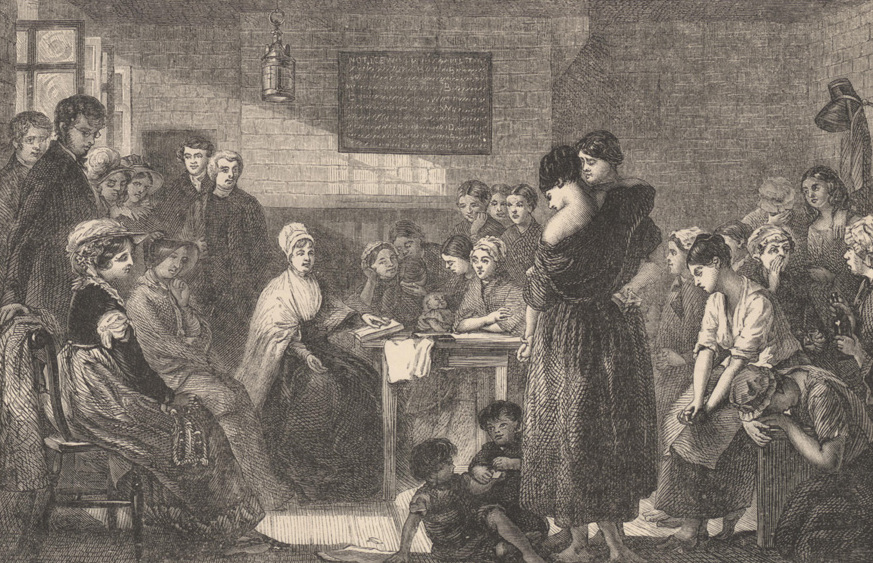
فراي وهي تقرأ لسجينات في سجن نيوغيت

بتشجيع من صديق العائلة، ستيفن غريليت، زارت فراي سجن نيوغيت في عام 1813. أرعبتها الأوضاع التي شاهدتها هناك. كان قسم النساء مكتظاً بالنساء والأطفال، بعضهن لم يتلقّين محاكمة حتى. كان السجناء يطهون ويغسلون في زنازين صغيرة حيث كانوا ينامون على القش.
عادت في اليوم التالي وأحضرت الطعام والملابس لبعض السجناء. لم تتمكن من مواصلة عملها لمدة أربع سنوات تقريبًا بسبب المشكلات في عائلة فراي، بما في ذلك المشكلات المالية في بنك فراي. خلال الأزمة المالية في مدينة لندن عام 1812، أقرض ويليام فراي مبلغًا كبيرًا من أموال البنك لعائلة زوجته، ما أضعف ملاءته. قام شقيق إليزابيث جون غورني، صهره سامويل هواري الثالث وابن عمه هادسون غورني، باستثمار كبير في بنك دبليو.إس. فراي وأولاده لاستعادة الاستتباب.
عادت فراي في عام 1816 وتمكّنت في النهاية من تمويل مدرسة في السجن للأطفال الذين سُجنوا مع أمهاتهم. وبدلاً من محاولة فرض الانضباط على النساء، اقترحت مجموعة قواعد ثم طلبت من السجناء التصويت عليها. في عام 1817، ساعدت في تأسيس جمعية إصلاح السجينات في نيوغيت. قدمت هذه الجمعية مواد للنساء كي يتمكنّ من تعلم فن الخياطة والترقيع الذي كان مهدئًا للنفس وسمح بتطوير مهارات مثل التطريز والحياكة، من شأنها أن توفر لهن فرص عمل عندما يخرجن من السجن ويتمكنّ من كسب المال لأنفسهن. استُخدم هذا النهج في أماكن أخرى وأدى في النهاية إلى إنشاء جمعية السيدات البريطانية لتعزيز إصلاح السجينات في عام 1821. روجت لفكرة إعادة التأهيل بدلاً من العقوبات القاسية التي اتخذتها سلطات المدينة في لندن إلى جانب عدد من السلطات والسجون الأخرى. وفي عام 1827، زارت فراي السجينات في أيرلندا.
بدأت إليزابيث فراي أيضًا بحملة لتأمين حقوق وسلامة السجناء المنقولين. نُقلت نساء سجن نيوغيت عبر شوارع لندن في عربات مفتوحة، وغالبًا ما قُيّدن بسلاسل، وتجمعن مع ممتلكاتهن القليلة. كنّ يُقذفن بالأطعمة الفاسدة والقذارات من قبل أهل المدينة. كان الخوف في كثير من الأحيان كافياً لدفع النساء المحكوم عليهن بالنقل لإثارة الشغب في الليلة السابقة. كان أول إجراء لفراي هو إقناع حاكم سجن نيوغيت بإرسال النساء في عربات مغلقة وتجنيبهن هذا الإذلال الأخير قبل النقل. زارت سفن السجون وأقنعت القواد بتنفيذ أنظمة لضمان حصول كل امرأة وطفل على حصة من الطعام والماء على الأقل في رحلتهم الطويلة. في وقت لاحق، رتبت لإعطاء كل امرأة بعض المواد وأدوات الخياطة لكي يتمكنّ من استغلال الرحلة الطويلة في صنع الألحفة كي يملكن أشياء للبيع إضافةً إلى اكتسابهن مهارات مفيدة عند الوصول إلى وجهتهن. وضعت أيضًا الكتاب المقدس وأدوات مفيدة مثل الخيوط والسكاكين والشوك في صندوق الإعانات هذا. زارت إليزابيث فراي 106 سفينة نقل وشاهدت 12000 شخص مُدان. ساعد عملها على بدء حركة لإلغاء عملية النقل. أُلغي النقل رسمياً في عام 1837، لكن استمرت إليزابيث فراي بزيارة سفن النقل حتى عام 1843.
كتبت إليزابيث فراي في كتابها، السجون في اسكتلندا وشمال إنجلترا، أنها أمضت الليل في بعض السجون ودعت النبلاء للمجيء ليروا بأنفسهم الظروف التي يعيشها السجناء. ساعدها لطفها على اكتساب مودة السجناء وبدأوا يحاولون تحسين الظروف لأنفسهم. انتُخب توماس فاول بوكستون، صهر فراي، لعضوية البرلمان في وايمث وبدأ بالترويج لعملها بين زملائه الأعضاء. في عام 1818، قدمت فراي أدلة إلى لجنة من مجلس العموم تبين الظروف السائدة في السجون البريطانية، لتصبح أول امرأة تقدم أدلة في البرلمان.

## أعمالها الإنسانية
ساعدت إليزابيث فراي أيضًا المشردين، إذ أقامت «مأوى ليلي» في لندن بعد رؤية جثة صبي صغير في شتاء عام 1819/1820. في عام 1824، أثناء زيارة إلى برايتون، أنشأت جمعية زيارة مدينة برايتون. رتبت الجمعية للمتطوعين زيارة لمنازل الفقراء وتقديم المساعدة لهم. لقيت الفكرة نجاحًا وتكررت في مناطق ومدن أخرى في جميع أنحاء بريطانيا.
استغلت إليزابيث فراي شبكتة معارفها النافذة وعملت مع الكويكرز البارزين الآخرين لإنشاء حملة بهدف إلغاء تجارة العبيد.
بعد إفلاس زوجها في عام 1828، أصبح شقيق فراي مدير أعمالها وممولها. بفضله، استمر عملها وتوسع.
في عام 1838 أرسل الكويكرز مجموعة إلى فرنسا. فراي وزوجها، وليديا إيرفينغ، وأعضاء حركة التحرير من العبودية جوزيا فورستر وويليام ألين. ذهبوا إلى هناك بغرض أعمال أخرى لكن وبالرغم من الحاجز اللغوي، زارت فراي وليديا إيرفينغ السجون الفرنسية.
في عام 1840 افتتحت فراي مدرسة تدريب للممرضات. ألهم برنامجها فلورنس نايتينجيل، التي أخذت فريقًا من ممرضات فراي لمساعدة الجنود الجرحى في حرب القرم.
في عام 1842، ذهب فريدرش فيلهلم الرابع ملك بروسيا لرؤية فراي في سجن نيوغيت خلال زيارة رسمية لبريطانيا العظمى. أُعجب ملك بروسيا، الذي قابل المصلحة الاجتماعية خلال جولاتها السابقة في القارة لتعزيز التحسينات الصحية الاجتماعية والإنسانية، بعملها لدرجة أنه أخبر حاشيته المعترضين أنه سيزور السجن شخصياً عندما كان في لندن.

## وفاتها
توفيت فراي من سكتة دماغية في رامسغيت، إنجلترا، في 12 أكتوبر عام 1845. دُفنت في مقبرة الكويكرز في باركينغ. نكس البحارة من خفر السواحل في رامسغيت علمهم لمنتصف السارية احترامًا للسيدة فراي. وهي ممارسة كانت حتى هذا الحدث مخصصة رسميًا لوفاة الملك الحاكم. وقف أكثر من ألف شخص في صمت أثناء الدفن في نصب رامسغيت التذكاري.

## روابط خارجية
- إليزابيث فراي على موقع الموسوعة البريطانية (الإنجليزية)